# Genshi
Genshi é um mecanismo de template para vocabulários baseados em XML escrito em Python. Genshi é usado para inserir, de maneira simples, a saída gerada em linguagens baseadas em XML, normalmente HTML, e reutilizar elementos entre documentos. É baseado no Kid e visa a implementação de algumas de suas funcionalidades ao passo que processa templates mais rápido.
Genshi pode ser usado com vários frameworks web Python, como CherryPy, TurboGears, Pylons e web2py. Genshi substituiu o Kid no framework web TurboGears 2.x.

## Marcação no Genshi
Ganshi utiliza espaços de nomes para embutir instruções no HTML. Uma instrução típica é dada como um atributo, com uma expressão Python dentro das aspas. Por exemplo, o seguinte código apresentará um parágrafo que mostra 4:
```
<html
 
xmlns=
"http://www.w3.org/1999/xhtml"
 
xmlns:py=
"http://genshi.edgewall.org/"
>

    
<body>

        
<p
 
py:content=
"2 + 2"
>
Isto
 
será
 
substituído
 
com
 
4
</p>

    
</body>

</html>

```

Devido ao uso de espaços de nomes, Genshi pode ser usado em editores HTML WYSIWYG.

## Diferenças entre Kid e Genshi
- Genshi interpreta diretamente os templates (diferente de Kid, que gera código Python)
- Genshi utiliza XInclude para reutilização de template
- Genshi adiciona atributos que Kid não possui, como py:choose